# هنري جين
هنري جين (بالإنجليزية: Henry Jane)‏ هو لاعب كرة قدم أسترالية أسترالي، ولد في 8 أغسطس 1890، وتوفي في 23 مارس 1933.

## وصلات خارجية
- هنري جين على موقع AustralianFootball.com (الإنجليزية)
- هنري جين على موقع AFLtables.com (الإنجليزية)